# پاسکال دوزی
پاسکال دوزی (انگلیسی: Pascal Dozie؛ زادهٔ ۹ آوریل ۱۹۳۹) کارآفرین و بانکدار اهل نیجریه است، که در سال ۱۹۹۰ دیاموند بنک را تأسیس کرد.